# جينا ليزا لوفينك
جينا ليزا لوفينك (بالألمانية: Gina-Lisa Lohfink)‏ فائزة بمسابقة ملكة جمال ألمانيا، عارضة أزياء، شخصية تلفزيونية وإعلامية، ممثلة، مصممة أزياء ومغنية ألمانية، من مواليد 23 سبتمبر 1986.

## روابط خارجية
- جينا ليزا لوفينك على موقع IMDb (الإنجليزية)
- جينا ليزا لوفينك على موقع ميوزك برينز (الإنجليزية)
- جينا ليزا لوفينك على موقع ديسكوغز (الإنجليزية)
- جينا ليزا لوفينك على موقع قاعدة بيانات الفيلم (الإنجليزية)